# کووپیو ۱۵۰۳
سیارک ۱۵۰۳ (به انگلیسی: 1503 Kuopio، نامگذاری:1938XD) هزار و پانصد و سومین سیارک کشف شده‌است که در ۱۵ دسامبر ۱۹۳۸ کشف شد.
قدر مطلق سیارک برابر ۱۰٫۶۰ است.